# Золотой Рог (Гомельская область)
Золотой Рог (бел. Залаты Рог) — посёлок в Хальчанском сельсовете Ветковского района Гомельской области Белоруссии.

## География

### Расположение
В 7 км на юго-запад от Ветки, 9 км от Гомеля.

### Гидрография
На севере и западе мелиоративные каналы.

## Транспортная сеть
Рядом автодорога Гомель — Ветка. Планировка состоит из трёх (2 длинные, 1 короткая) улиц, ориентированных с юго-запада на северо-восток и соединенных 3 поперечными улицами. Застройка двусторонняя, деревянная, усадебного типа.

## История
Основан в начале XX века переселенцами из соседних деревень. В 1926 году в Старосельском сельсовете Ветковского района Гомельского округа В 1931 году жители вступили в колхоз. Во время Великой Отечественной войны в сентябре 1943 года оккупанты сожгли 117 дворов и убили 5 жителей. Во время Великой Отечественной войны 38 жителей погибли на фронте. В 1959 году в составе конезавода № 59 (центр — деревня Старое Село). Размещенный начальная школа, библиотека, магазин, фельдшерско-акушерский пункт, клуб.

## Население

### Численность
- 2004 год — 117 хозяйств, 286 жителей.

### Динамика
- 1926 год — 90 дворов, 509 жителей.
- 1940 год — 120 дворов, 400 жителей.
- 1959 год — 518 жителей (согласно переписи).
- 2004 год — 117 хозяйств, 286 жителей.